# Стрільниково (село)
Стрі́льниково (рос. Стрельниково, ерз. Стрельниково) — село у складі Атюр'євського району Мордовії, Росія. Адміністративний центр Стрільниковського сільського поселення.
Населення — 271 особа (2010; 299 у 2002).
Національний склад станом на 2002 рік:
- мордва — 52 %
- росіяни — 45 %

У селі народився Герой Радянського Союзу Акіняєв Єгор Григорович (1916-1959).